# Little Green Holm
Little Green Holm är en ö i Storbritannien.   Den ligger i kommunen Orkneyöarna och riksdelen Skottland, i den norra delen av landet, 900 km norr om huvudstaden London.